# Salles-sur-Mer
Salles-sur-Mer è un comune francese di 2 010 abitanti situato nel dipartimento della Charente Marittima nella regione della Nuova Aquitania.

## Società

### Evoluzione demografica
Abitanti censiti